# Прокатная улица (Москва)
Прока́тная улица находится в Восточном округе Москвы.

## Про улицу
Своё название улица получила в честь металлопрокатного производства завода «Серп и Молот», на данной улице располагались дома рабочих-прокатчиков. Улица находится в Восточном округе в районе Ивановское. На этой улице нет жилых домов. Улица проходит от улицы Молостовых до улицы Сталеваров.

## Учреждения на Прокатной улице
- гаражные боксы
- подстанция № 33 скорой медицинской помощи (дом 1 строение 1)
- универсам «Билла» (дом 2)